# Mistrovství České republiky v orientačním běhu 2020
Mistrovství České republiky v orientačním běhu 2020 proběhlo nestandardně z důvodu pandemie covidu-19. Původní termínovka musela být kompletně změněna. Jarní část závodů se přesunula na podzim, místo dvoukolých mistrovství se uskutečnilo vždy jen finále s možnou účastí jen pro nejlepší závodníky především dle výsledků dlouhodobých soutěží v roce 2019. Mistrovství v nočním OB a Mistrovství klubů a oblastních výběrů se neuskutečnila.

## Mistrovství ČR ve sprintu
Závodní arénu hostil kampus Univerzity Hradec Králové. Závod probíhal za slunečného počasí jak v areálu univerzity, tak i v historickém centru města, přilehlých parcích a terasách.
Reportáž ze závodu pro ČT sport připravila Česká televize.
| Datum závodu   | 6. 9. 2020             |  | Místo konání    | Hradec Králové |  | Pořadatel       | OK 99 Hradec Králové                           |
| Ředitel závodu | Martin Müller          |  | Hlavní rozhodčí | Jan Panchártek |  | Stavitelé tratí | Radek Novotný                                  |
| Název mapy     | Hradec Králové - lávka |  | Web závodu      | web            |  | Výsledky závodu | https://oris.orientacnisporty.cz/Zavod?id=5953 |

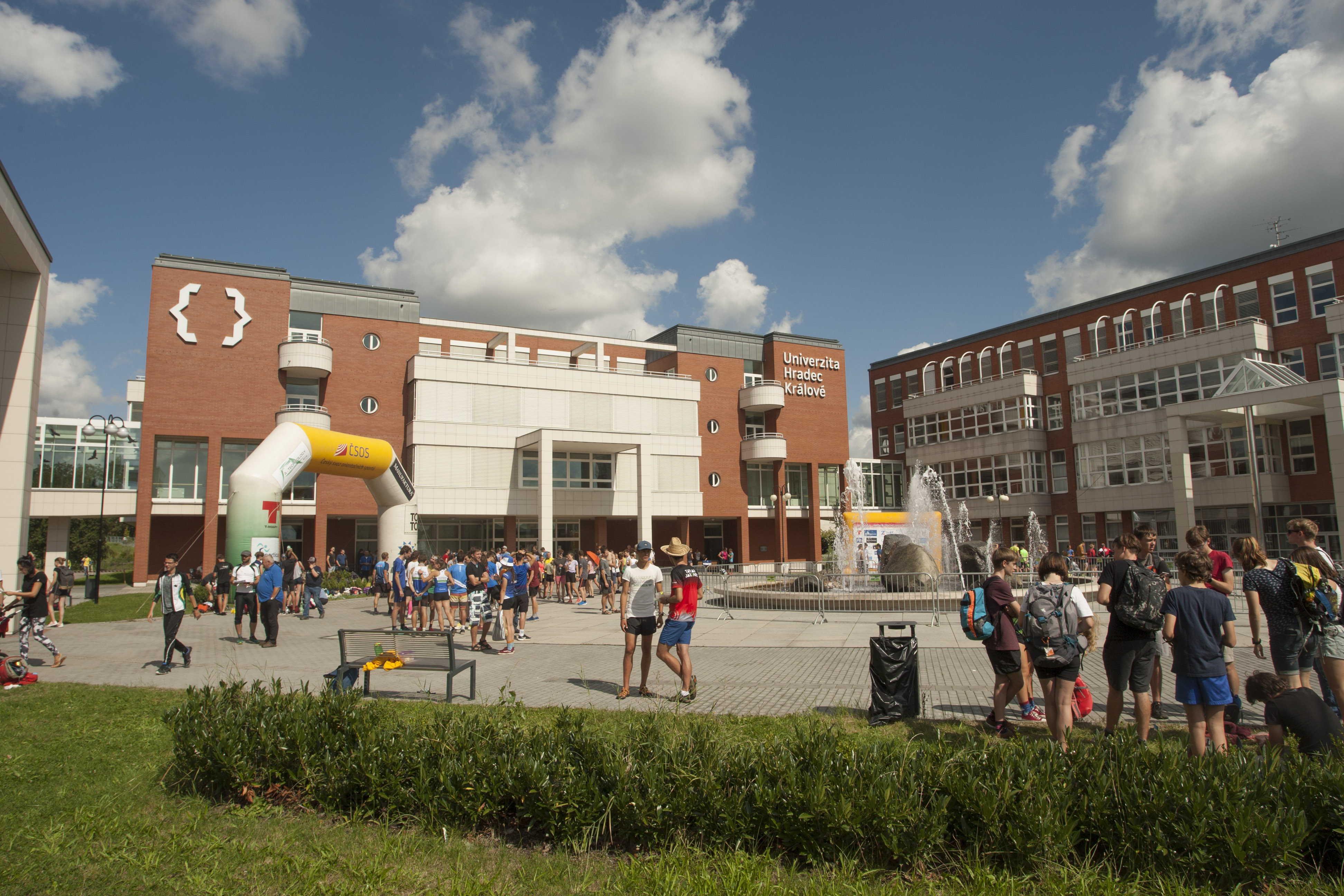
Cílová aréna MČR v OB ve sprintu 2020 na náměstí Václava Havla v areálu Univerzity Hradec Králové.
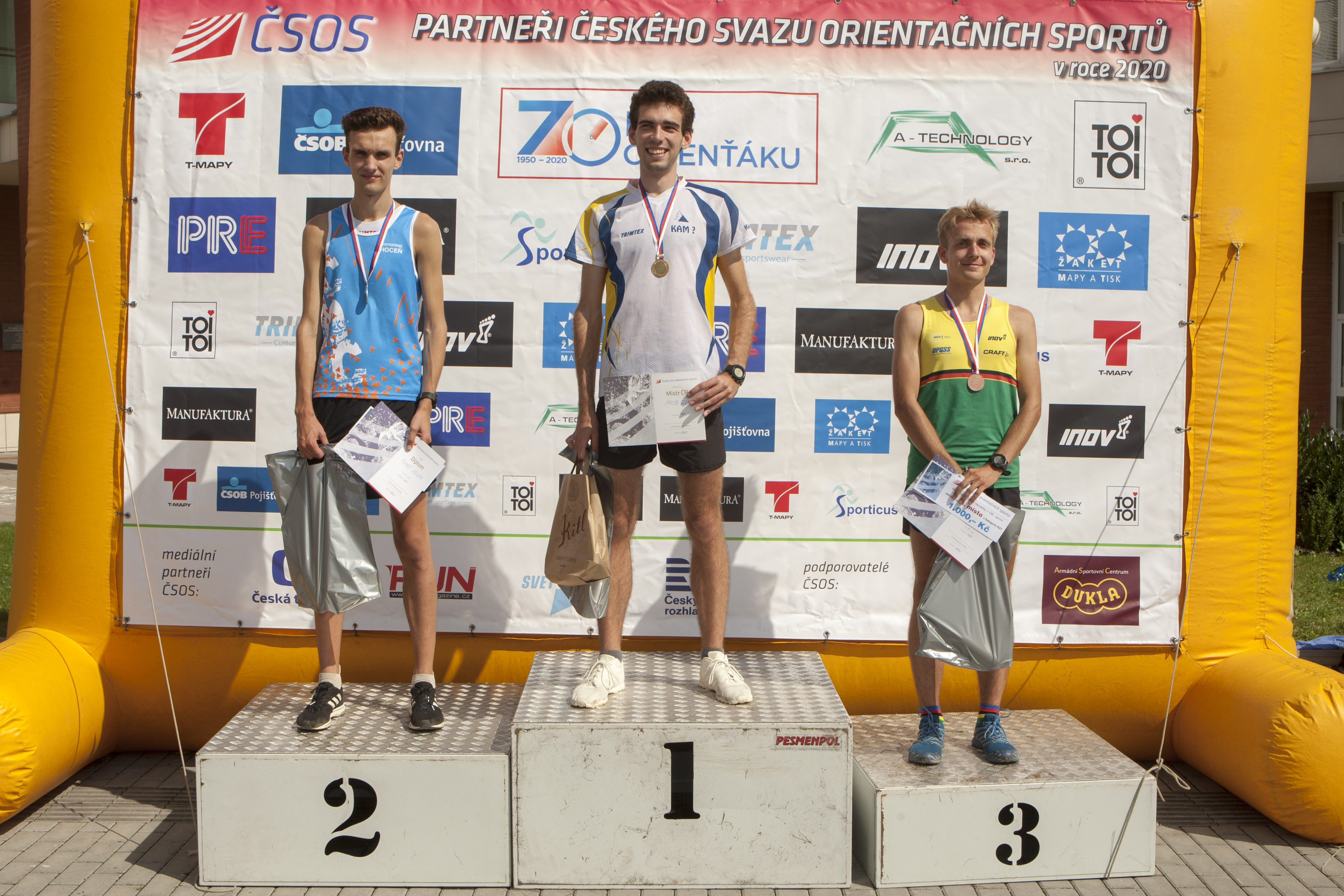
Stupně vítězů hlavní kategorie mužů (H21) MČR OB ve sprintu 2020.
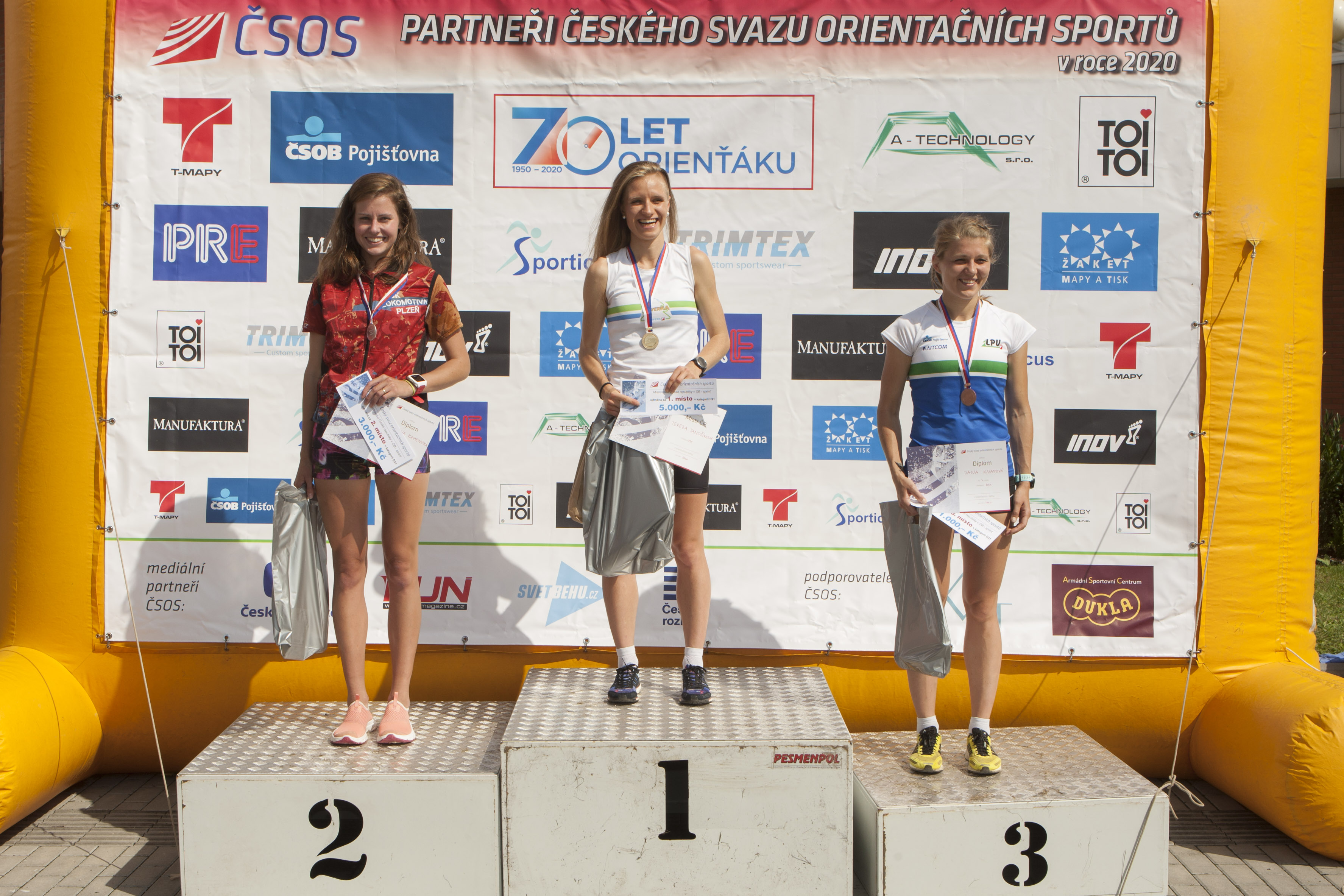
Stupně vítězů hlavní kategorie žen (D21) MČR OB ve sprintu 2020.

| Zkrácené výsledky             | Zkrácené výsledky       | Zkrácené výsledky            | Zkrácené výsledky       | Zkrácené výsledky       | Zkrácené výsledky | Zkrácené výsledky       | Zkrácené výsledky        | Zkrácené výsledky       | Zkrácené výsledky       |
| Pořadí                        | H21 – muži              | H21 – muži                   | H21 – muži              | H21 – muži              | Pořadí            | D21 – ženy              | D21 – ženy               | D21 – ženy              | D21 – ženy              |
| ----------------------------- | ----------------------- | ---------------------------- | ----------------------- | ----------------------- | ----------------- | ----------------------- | ------------------------ | ----------------------- | ----------------------- |
| Zlatá medaile                 | Jakub Glonek            | OK Kamenice                  | 13:20                   |                         | Zlatá medaile     | Tereza Janošíková       | SK Severka Šumperk       | 13:43                   |                         |
| Stříbrná medaile              | Tomáš Křivda            | K.O.B. Choceň                | 13:39                   | +0:19                   | Stříbrná medaile  | Karolína Kamenická      | OK Lokomotiva Plzeň      | 14:22                   | +0:39                   |
| Bronzová medaile              | Vojtěch Sýkora          | OOB TJ Slovan Luhačovice     | 13:51                   | +0:31                   | Bronzová medaile  | Jana Knapová            | OK Lokomotiva Pardubice  | 14:24                   | +0:41                   |
| 4                             | Miloš Nykodým           | SK Žabovřesky Brno           | 14:12                   | +0:52                   | 4                 | Anna Štičková           | SK Severka Šumperk       | 14:32                   | +0:49                   |
| 5                             | Pavel Kubát             | OK 99 Hradec Králové         | 14:14                   | +0:54                   | 5                 | Petra Hančová           | OK Lokomotiva Pardubice  | 14:48                   | +1:05                   |
| 6                             | Otakar Hirš             | SK Žabovřesky Brno           | 14:19                   | +0:59                   | 6                 | Vendula Horčičková      | OOB TJ Slovan Luhačovice | 14:54                   | +1:11                   |
| 6                             | Ondřej Hlaváč           | SK Žabovřesky Brno           | 14:19                   | +0:59                   | 7                 | Tereza Čechová          | OK Kamenice              | 14:57                   | +1:14                   |
| 6                             | Vojtěch Král            | SK Severka Šumperk           | 14:19                   | +0:59                   | 8                 | Lenka Mechlová          | OK Slavia Hradec Králové | 15:17                   | +1:34                   |
| 9                             | Maxime Rauturier        | SK Severka Šumperk           | 14:28                   | +1:08                   | 9                 | Barbora Chaloupská      | OK 99 Hradec Králové     | 15:27                   | +1:44                   |
| 10                            | Jan Mrázek              | Sportcentrum Jičín           | 14:29                   | +1:09                   | 10                | Barbora Vyhnálková      | OB Říčany                | 15:28                   | +1:45                   |
| Pořadí                        | H20 – junioři           | H20 – junioři                | H20 – junioři           | H20 – junioři           | Pořadí            | D20 – juniorky          | D20 – juniorky           | D20 – juniorky          | D20 – juniorky          |
| Zlatá medaile                 | Martin Roudný           | OK Lokomotiva Pardubice      | 12:19                   |                         | Zlatá medaile     | Jana Peterová           | OK Lokomotiva Pardubice  | 12:48                   |                         |
| Stříbrná medaile              | Sebastian Šafka         | OK Kamenice                  | 12:57                   | +0:38                   | Zlatá medaile     | Sofie Šafková           | OK Kamenice              | 12:48                   | +0:00                   |
| Bronzová medaile              | Tomáš Janovský          | SK Praga                     | 13:37                   | +1:18                   | Bronzová medaile  | Martina Opálková        | BETA URSUS Orienteering  | 12:51                   | +0:03                   |
| Pořadí                        | H18 – starší dorostenci | H18 – starší dorostenci      | H18 – starší dorostenci | H18 – starší dorostenci | Pořadí            | D18 – starší dorostenky | D18 – starší dorostenky  | D18 – starší dorostenky | D18 – starší dorostenky |
| Zlatá medaile                 | Jakub Chaloupský        | OK 99 Hradec Králové         | 11:47                   |                         | Zlatá medaile     | Markéta Mulíčková       | KOB ALFA Brno            | 11:20                   |                         |
| Stříbrná medaile              | Vít Čech                | Orientační Běh Opava         | 11:59                   | +0:12                   | Stříbrná medaile  | Lucie Semíková          | OK Kamenice              | 11:45                   | +0:25                   |
| Bronzová medaile              | Adam Valík              | Orientační Běh Opava         | 12:11                   | +0:24                   | Bronzová medaile  | Barbora Smolková        | KOB TRETRA Praha         | 11:57                   | +0:37                   |
| Pořadí                        | H16 – mladší dorostenci | H16 – mladší dorostenci      | H16 – mladší dorostenci | H16 – mladší dorostenci | Pořadí            | D16 – mladší dorostenky | D16 – mladší dorostenky  | D16 – mladší dorostenky | D16 – mladší dorostenky |
| Zlatá medaile                 | Daniel Bolehovský       | USK Praha                    | 11:34                   |                         | Zlatá medaile     | Michaela Metelková      | OK 99 Hradec Králové     | 12:08                   |                         |
| Stříbrná medaile              | Matěj Tkáč              | OOB TJ Tatran Jablonec n. N. | 11:49                   | +0:15                   | Stříbrná medaile  | Ema Černá               | SKOB Roudnice nad Labem  | 12:35                   | +0:27                   |
| Bronzová medaile              | Štěpán Waldhauser       | OOB TJ Turnov                | 11:54                   | +0:20                   | Bronzová medaile  | Michaela Srbová         | OK Jihlava               | 13:01                   | +0:53                   |
| << předchozí • následující >> |                         |                              |                         |                         |                   |                         |                          |                         |                         |

Souhrnné informace naleznete v článku Mistrovství České republiky v orientačním běhu ve sprintu.

## Mistrovství ČR sprintových štafet
Po dopoledním mistrovství ve sprintu se závodníci přesunuli do Pardubic. Prostor městské části Ohrazenice byl rovinatý s úzkými uličkami a malým sídlištěm. Závod byl rychlý a o celkovém pořadí rozhodovaly i malé chyby.
Česká televize připravila ze závodu reportáž pro ČT sport.

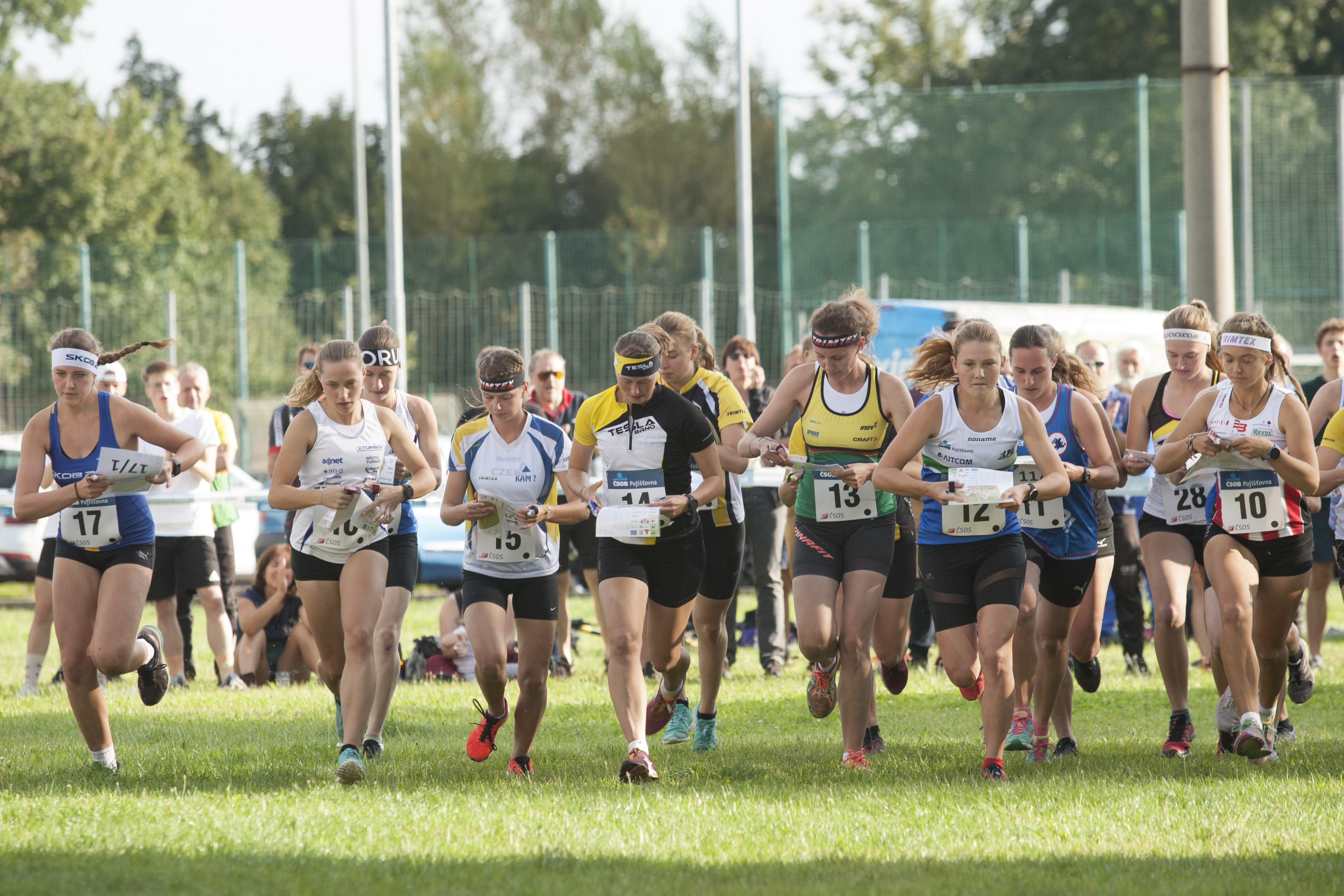
Start závodu dospělých MČR sprintových štafet 2020
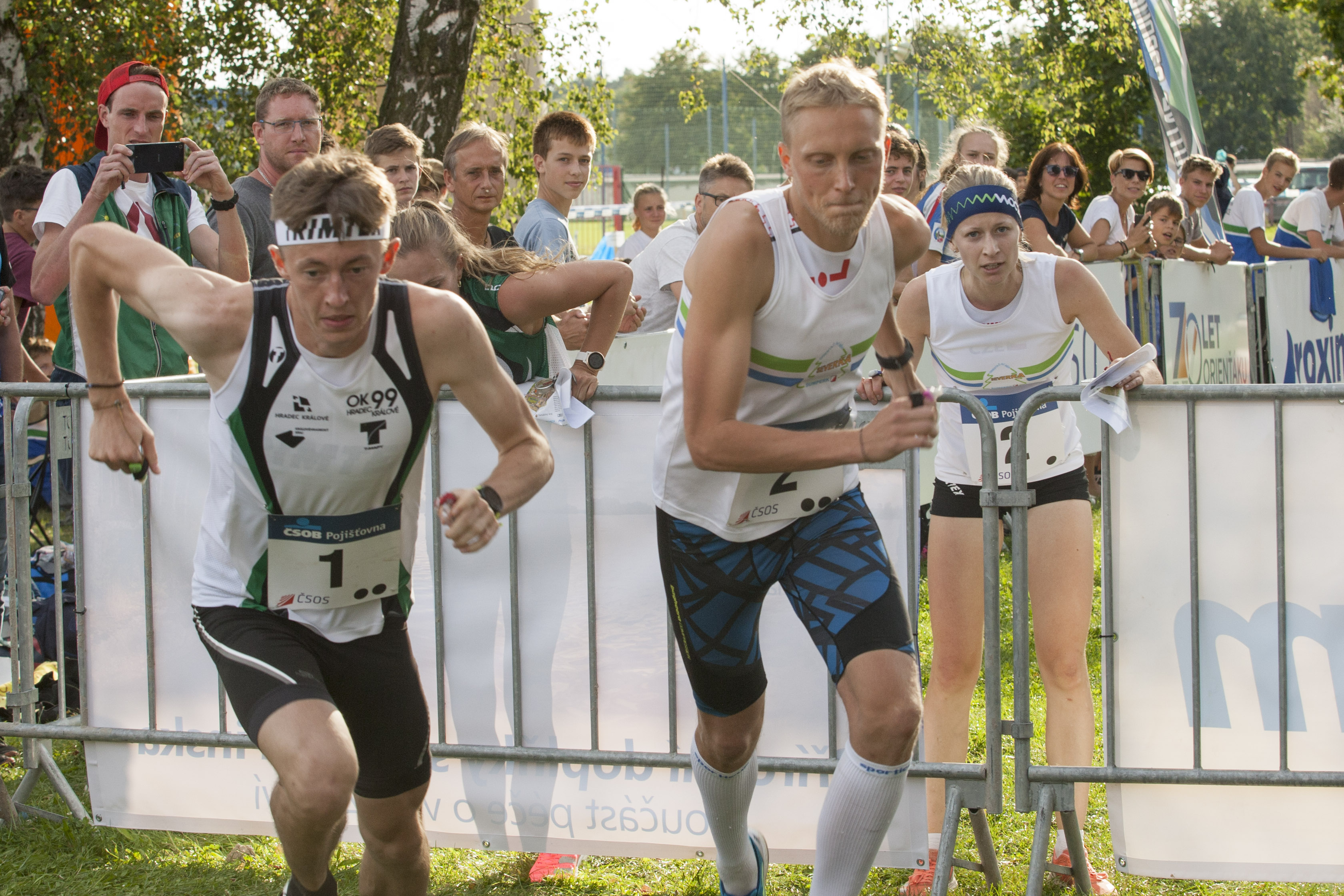
MČR sprintových štafet 2020 - Daniel Vandas (vlevo) a Martin Poklop vybíhají na druhý úsek
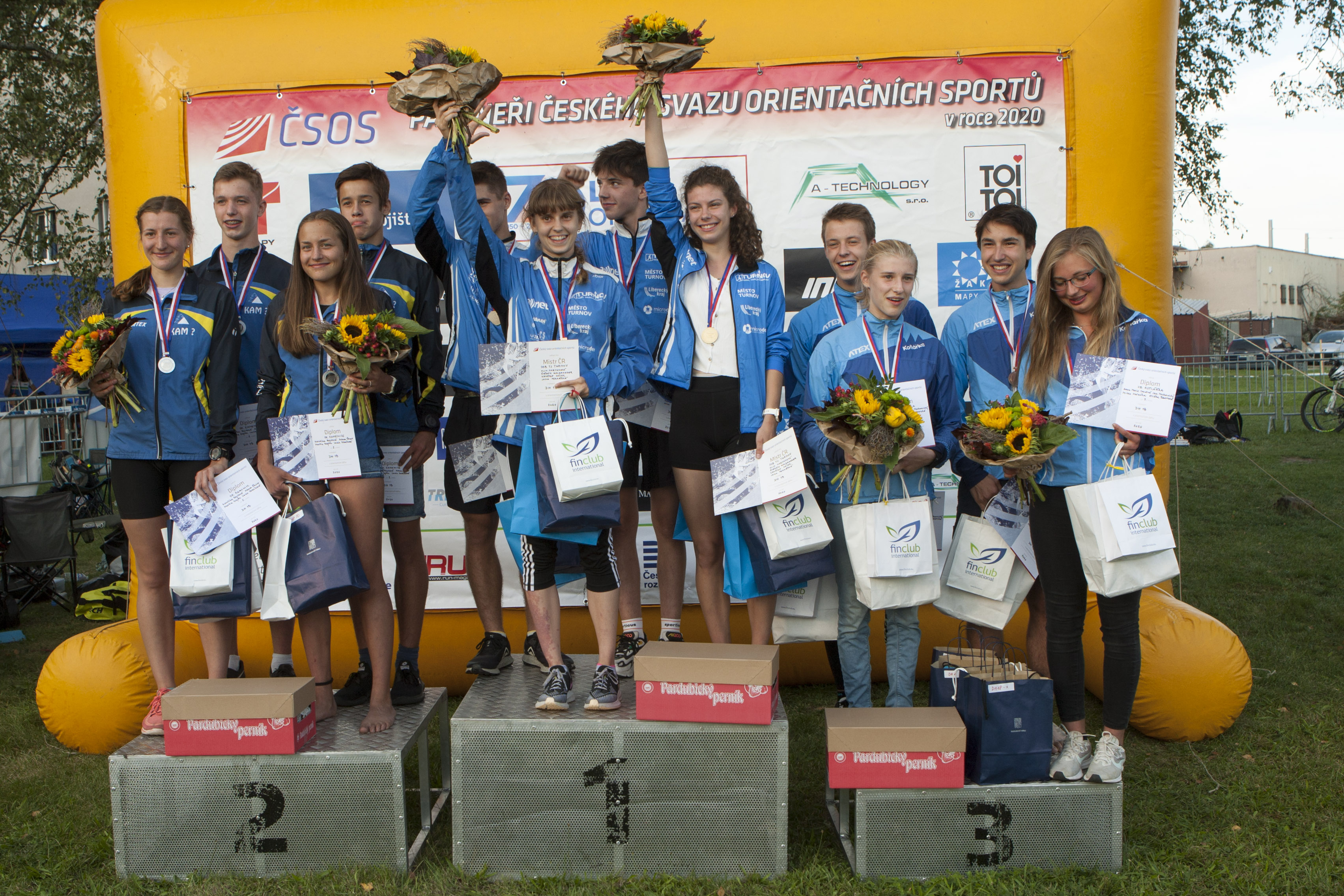
MČR sprintových štafet 2020 - vyhlášení kategorie dorostu (DH18)
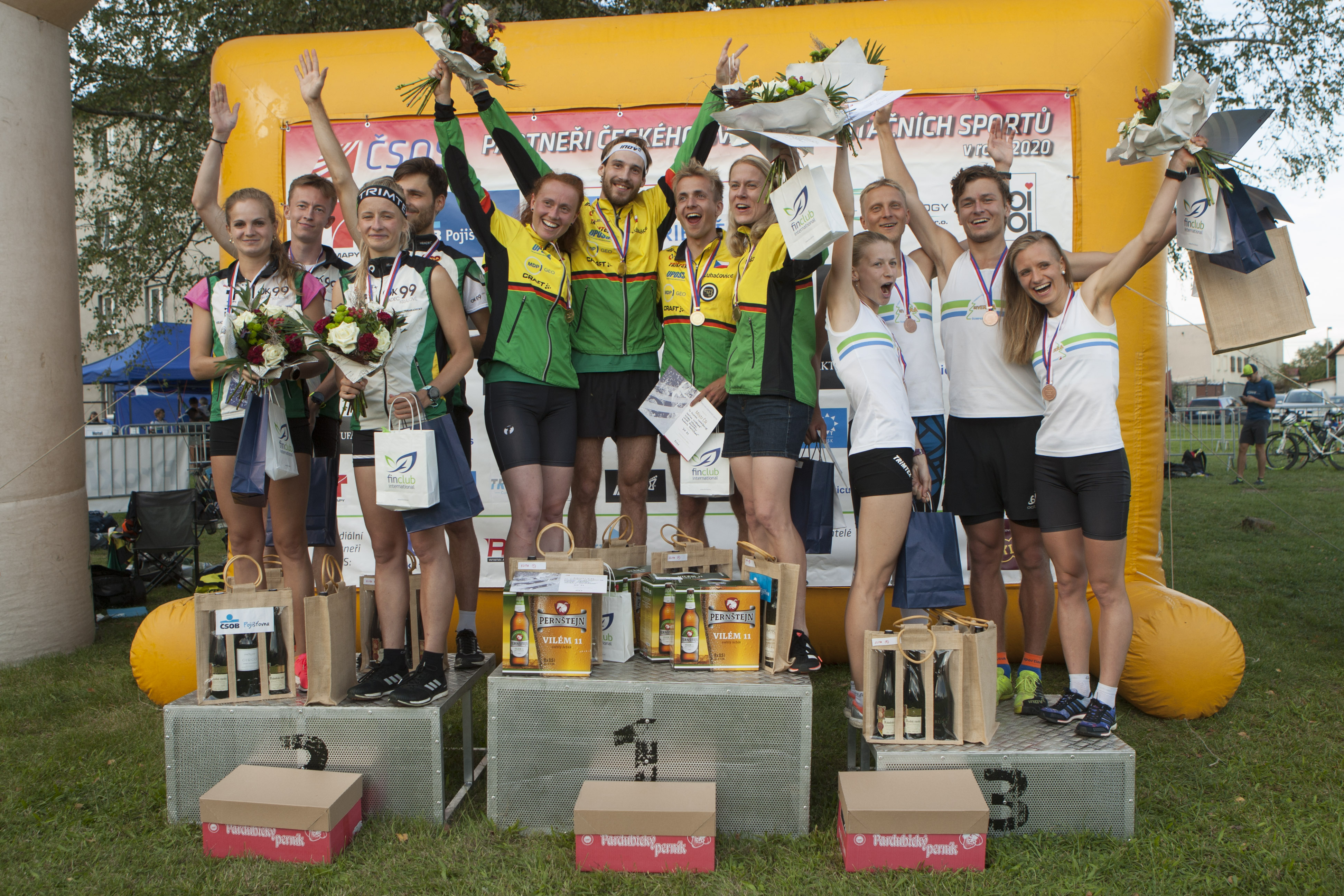
MČR sprintových štafet 2020 - vyhlášení kategorie dospělých (DH21)

| Datum závodu   | 6. 9. 2020  |  | Místo konání    | Pardubice - Ohrazenice |  | Pořadatel       | OK Lokomotiva Pardubice                        |
| Ředitel závodu | Kamil Pipek |  | Hlavní rozhodčí | Zuzana Klimplová       |  | Stavitelé tratí | Lukáš Hovorka, Petr Zvěřina                    |
| Název mapy     | Ohrazenice  |  | Web závodu      | web                    |  | Výsledky závodu | https://oris.orientacnisporty.cz/Zavod?id=5954 |

| Zkrácené výsledky             | Zkrácené výsledky                                                                          | Zkrácené výsledky | Zkrácené výsledky | Zkrácené výsledky | Zkrácené výsledky                                                                   | Zkrácené výsledky | Zkrácené výsledky | Zkrácené výsledky | Zkrácené výsledky |
| Pořadí                        | DH21 – dospělí                                                                             | DH21 – dospělí    | DH21 – dospělí    | Pořadí            | DH18 – dorost                                                                       | DH18 – dorost     | DH18 – dorost     |                   |                   |
| ----------------------------- | ------------------------------------------------------------------------------------------ | ----------------- | ----------------- | ----------------- | ----------------------------------------------------------------------------------- | ----------------- | ----------------- | ----------------- | ----------------- |
| Zlatá medaile                 | OOB TJ Slovan Luhačovice Martina Jirčáková Vojtěch Sýkora Jonáš Hubáček Vendula Horčičková | 56:03             |                   | Zlatá medaile     | OOB TJ Turnov Elin Martanová Štěpán Waldhauser Kryštof Hájek Jana Pekařová          | 51:39             |                   |                   |                   |
| Stříbrná medaile              | OK 99 Hradec Králové Tereza Novotná Daniel Vandas Jan Petržela Denisa Kosová               | 56:26             | +0:23             | Stříbrná medaile  | OK Kamenice Karolína Bejvlová Adam Škvor Martin Gajda Lucie Semíková                | 51:43             | +0:04             |                   |                   |
| Bronzová medaile              | SK Severka Šumperk Anna Štičková Martin Poklop Marek Schuster Tereza Janošíková            | 56:54             | +0:51             | Bronzová medaile  | Oddíl OB Kotlářka Anna Marie Smutná Jan Nechanický Milan Malačka Eliška Poborská    | 52:10             | +0:31             |                   |                   |
| 4                             | OK Lokomotiva Pardubice Tereza Nováková Martin Roudný Tomáš Kubelka Jana Knapová           | 56:59             | +0:56             | 4                 | OK Lokomotiva Pardubice Tereza Fejfarová Šimon Mareček Filip Haas Michaela Srbová   | 52:15             | +0:36             |                   |                   |
| 5                             | SK Žabovřesky Brno Natalia Hiklová Marek Minář Miloš Nykodým Johanka Šimková               | 57:06             | +1:03             | 5                 | OK 99 Hradec Králové Michaela Metelková Petr Synek Jakub Chaloupský Adéla Vandasová | 52:21             | +0:42             |                   |                   |
| << předchozí • následující >> |                                                                                            |                   |                   |                   |                                                                                     |                   |                   |                   |                   |

Souhrnné informace naleznete v článku Mistrovství České republiky v orientačním běhu sprintových štafet.

## Mistrovství ČR na klasické trati
Oproti předchozím rokům bylo mistrovství pouze jednodenní bez kvalifikace. Z důvodu zrušení jarní části sezony kvůli pandemii covidu-19 bylo právo startu omezeno umístěním v dlouhodobých soutěžích v předchozím roce 2019 s tím, že celkový počet účastníků neměl nepřekročit 500. Veteraniáda se konala samostatně o den později.
Závod proběhl v členitém prostoru v nadmořské výšce 375 až 716 m n. m., s příkrými svahy s množstvím skalních útvarů, suťovisek a kamenných moří. Organizaci závodu doprovázelo podzimní počasí při teplotě okolo 17 °C.
Reportáž ze závodu připravila Česká televize na ČT sport.
| Datum závodu   | 19. 9. 2020 |  | Místo konání    | Karasín   |  | Pořadatel       | SK Žabovřesky Brno                             |
| Ředitel závodu | Jan Drábek  |  | Hlavní rozhodčí | Jan Fiala |  | Stavitelé tratí | Jan Zháňal                                     |
| Název mapy     | Zubštejn    |  | Web závodu      | web       |  | Výsledky závodu | https://oris.orientacnisporty.cz/Zavod?id=4914 |

| Zkrácené výsledky             | Zkrácené výsledky       | Zkrácené výsledky            | Zkrácené výsledky       | Zkrácené výsledky       | Zkrácené výsledky | Zkrácené výsledky       | Zkrácené výsledky        | Zkrácené výsledky       | Zkrácené výsledky       |
| Pořadí                        | H21 – muži              | H21 – muži                   | H21 – muži              | H21 – muži              | Pořadí            | D21 – ženy              | D21 – ženy               | D21 – ženy              | D21 – ženy              |
| ----------------------------- | ----------------------- | ---------------------------- | ----------------------- | ----------------------- | ----------------- | ----------------------- | ------------------------ | ----------------------- | ----------------------- |
| Zlatá medaile                 | Miloš Nykodým           | SK Žabovřesky Brno           | 1:36:08                 |                         | Zlatá medaile     | Denisa Kosová           | OK 99 Hradec Králové     | 1:09:05                 |                         |
| Stříbrná medaile              | Vojtěch Král            | SK Severka Šumperk           | 1:39:43                 | +3:35                   | Stříbrná medaile  | Jana Knapová            | OK Lokomotiva Pardubice  | 1:09:47                 | +0:42                   |
| Bronzová medaile              | Pavel Kubát             | OK 99 Hradec Králové         | 1:40:49                 | +4:41                   | Bronzová medaile  | Lenka Mechlová          | OK Slavia Hradec Králové | 1:10:09                 | +1:04                   |
| 4                             | Tomáš Křivda            | K.O.B. Choceň                | 1:42:57                 | +6:49                   | 4                 | Tereza Janošíková       | SK Severka Šumperk       | 1:11:57                 | +2:52                   |
| 5                             | Marek Minář             | SK Žabovřesky Brno           | 1:43:18                 | +7:10                   | 5                 | Adéla Indráková         | SK Žabovřesky Brno       | 1:13:09                 | +4:04                   |
| 6                             | Tomáš Kubelka           | OK Lokomotiva Pardubice      | 1:43:50                 | +7:42                   | 6                 | Anna Štičková           | SK Severka Šumperk       | 1:13:23                 | +4:18                   |
| 7                             | Jan Petržela            | OK 99 Hradec Králové         | 1:44:42                 | +8:34                   | 7                 | Zdenka Kozáková         | KOS TJ Tesla Brno        | 1:13:24                 | +4:19                   |
| 8                             | Vojtěch Sýkora          | OOB TJ Slovan Luhačovice     | 1:45:07                 | +8:59                   | 8                 | Karolína Teplá          | OK Slavia Hradec Králové | 1:14:21                 | +5:16                   |
| 9                             | Osvald Kozák            | KOS TJ Tesla Brno            | 1:50:19                 | +14:11                  | 9                 | Barbora Chaloupská      | OK 99 Hradec Králové     | 1:14:54                 | +5:49                   |
| 10                            | Štěpán Mudrák           | OOB TJ Slovan Luhačovice     | 1:50:41                 | +14:33                  | 10                | Vendula Horčičková      | OOB TJ Slovan Luhačovice | 1:15:27                 | +6:22                   |
| Pořadí                        | H20 – junioři           | H20 – junioři                | H20 – junioři           | H20 – junioři           | Pořadí            | D20 – juniorky          | D20 – juniorky           | D20 – juniorky          | D20 – juniorky          |
| Zlatá medaile                 | Martin Roudný           | OK Lokomotiva Pardubice      | 1:04:43                 |                         | Zlatá medaile     | Klára Nechanická        | KOS TJ Tesla Brno        | 1:10:48                 |                         |
| Stříbrná medaile              | Tomáš Janovský          | SK Praga                     | 1:11:22                 | +6:39                   | Stříbrná medaile  | Jana Peterová           | OK Lokomotiva Pardubice  | 1:11:11                 | +0:23                   |
| Bronzová medaile              | Ondřej Metelka          | OK 99 Hradec Králové         | 1:13:14                 | +8:31                   | Bronzová medaile  | Barbora Matějková       | OOB TJ Turnov            | 1:12:05                 | +1:17                   |
| Pořadí                        | H18 – starší dorostenci | H18 – starší dorostenci      | H18 – starší dorostenci | H18 – starší dorostenci | Pořadí            | D18 – starší dorostenky | D18 – starší dorostenky  | D18 – starší dorostenky | D18 – starší dorostenky |
| Zlatá medaile                 | Jakub Chaloupský        | OK 99 Hradec Králové         | 51:25                   |                         | Zlatá medaile     | Markéta Mulíčková       | KOB ALFA Brno            | 56:08                   |                         |
| Stříbrná medaile              | Lukáš Richtr            | KOS Slavia Plzeň             | 52:09                   | +0:44                   | Stříbrná medaile  | Anna Karlová            | OK Jilemnice             | 58:06                   | +1:58                   |
| Bronzová medaile              | Lukáš Vitebský          | OOB TJ Tatran Jablonec n. N. | 52:37                   | +1:12                   | Bronzová medaile  | Jana Pekařová           | OOB TJ Turnov            | 1:01:09                 | +5:01                   |
| Pořadí                        | H16 – mladší dorostenci | H16 – mladší dorostenci      | H16 – mladší dorostenci | H16 – mladší dorostenci | Pořadí            | D16 – mladší dorostenky | D16 – mladší dorostenky  | D16 – mladší dorostenky | D16 – mladší dorostenky |
| Zlatá medaile                 | Jiří Donda              | SKOB Ostrov                  | 48:16                   |                         | Zlatá medaile     | Michaela Metelková      | OK 99 Hradec Králové     | 44:30                   |                         |
| Stříbrná medaile              | Tomáš Dohnálek          | OK Slavia Hradec Králové     | 50:36                   | +2:20                   | Stříbrná medaile  | Ema Černá               | SKOB Roudnice nad Labem  | 48:20                   | +3:50                   |
| Bronzová medaile              | Martin Kabát            | SK Praga                     | 50:43                   | +2:27                   | Bronzová medaile  | Michaela Srbová         | OK Jihlava               | 53:57                   | +9:27                   |
| << předchozí • následující >> |                         |                              |                         |                         |                   |                         |                          |                         |                         |

Souhrnné informace naleznete v článku Mistrovství České republiky v orientačním běhu na klasické trati.

## Mistrovství ČR štafet
Dlouhé tratě v mírně kopcovitém terénu s hustým a členitým porostem a nemnoha komunikacemi spolu s chladným a deštivým počasím byly hlavním důvodem dramatického průběhu závodů.
Česká televize připravila ze závodu na ČT sport reportáž.
| Datum závodu   | 26. 9. 2020 |  | Místo konání    | Jakubčovice - Honův mlýn • aréna |  | Pořadatel       | Orientační Běh Opava |
| Ředitel závodu | Jan Peřinka |  | Hlavní rozhodčí | Luděk Valík                      |  | Stavitelé tratí | Miroslav Hadač       |
| Název mapy     | Klokoč 2020 |  | Web závodu      | www                              |  | Výsledky závodu | ORIS                 |

| Zkrácené výsledky             | Zkrácené výsledky                                                   | Zkrácené výsledky | Zkrácené výsledky | Zkrácené výsledky | Zkrácené výsledky                                                              | Zkrácené výsledky | Zkrácené výsledky | Zkrácené výsledky | Zkrácené výsledky |
| Pořadí                        | H21 – muži                                                          | H21 – muži        | H21 – muži        | Pořadí            | D21 – ženy                                                                     | D21 – ženy        | D21 – ženy        |                   |                   |
| ----------------------------- | ------------------------------------------------------------------- | ----------------- | ----------------- | ----------------- | ------------------------------------------------------------------------------ | ----------------- | ----------------- | ----------------- | ----------------- |
| Zlatá medaile                 | SK Žabovřesky Brno Ondřej Hlaváč Miloš Nykodým Marek Minář          | 2:31:11           |                   | Zlatá medaile     | OK 99 Hradec Králové Tereza Novotná Barbora Chaloupská Denisa Kosová           | 2:28:27           |                   |                   |                   |
| Stříbrná medaile              | OK 99 Hradec Králové Daniel Vandas Jan Petržela Pavel Kubát         | 2:32:35           | +1:24             | Stříbrná medaile  | OK Lokomotiva Pardubice Jana Peterová Martina Zvěřinová Jana Knapová           | 2:32:05           | +3:38             |                   |                   |
| Bronzová medaile              | SK Severka Šumperk Martin Poklop Marek Schuster Vojtěch Král        | 2:32:37           | +1:26             | Bronzová medaile  | OK Slavia Hradec Králové Karolína Teplá Nikola Thýnová Lenka Mechlová          | 2:33:00           | +4:33             |                   |                   |
| 4                             | OK Lokomotiva Pardubice Matěj Kamenický Martin Roudný Tomáš Kubelka | 2:34:57           | +3:46             | 4                 | OOB TJ Slovan Luhačovice Radka Sklenářová Martina Jirčáková Vendula Horčičková | 2:34:26           | +5:59             |                   |                   |
| 5                             | KOS TJ Tesla Brno Vít Horčička Osvald Kozák Petr Horvát             | 2:36:38           | +5:27             | 5                 | SK Žabovřesky Brno Natalia Hiklová Tereza Odehnalová Adéla Indráková           | 2:34:48           | +6:21             |                   |                   |
| Pořadí                        | H18 – dorostenci                                                    | H18 – dorostenci  | H18 – dorostenci  | Pořadí            | D18 – dorostenky                                                               | D18 – dorostenky  | D18 – dorostenky  |                   |                   |
| Zlatá medaile                 | KOS Slavia Plzeň Radim Tokár Jiří Donda Lukáš Richtr                | 2:21:25           |                   | Zlatá medaile     | OK 99 Hradec Králové Adéla Vandasová Kateřina Blažková Michaela Metelková      | 2:11:23           |                   |                   |                   |
| Stříbrná medaile              | SK Studenec Vít Štefan Jakub Procinger Jan Rücker                   | 2:28:08           | +6:43             | Stříbrná medaile  | SK Žabovřesky Brno Klára Barnatová Markéta Rotková Markéta Mulíčková           | 2:19:47           | +8:24             |                   |                   |
| Bronzová medaile              | SK Žabovřesky Brno Adam Urbánek Josef Štěrbák Jáchym Coufal         | 2:36:04           | +14:39            | Bronzová medaile  | OK Kamenice Karolína Bejvlová Julie Balejová Lucie Semíková                    | 2:22:25           | +11:02            |                   |                   |
| << předchozí • následující >> |                                                                     |                   |                   |                   |                                                                                |                   |                   |                   |                   |

Souhrnné informace naleznete v článku Mistrovství České republiky v orientačním běhu štafet.

## Mistrovství ČR na krátké trati
Závod proběhl ve skalnatém terénu s velkým převýšením v CHKO Labské pískovce za účasti téměř všech nejlepších českých závodníků. Z tréninkových důvodů běželo mimo soutěž i několik závodníků světové špičky, připravující se na MS 2021.
Ze závodu připravila reportáž Česká televize.
| Datum závodu   | 3. 10. 2020      |  | Místo konání    | Kunratice u České Kamenice                      |  | Pořadatel       | OK Jiskra Nový Bor                             |
| Ředitel závodu | Miroslav Beránek |  | Hlavní rozhodčí | Tomáš Vácha                                     |  | Stavitelé tratí | Jaroslav Krejčí                                |
| Název mapy     | Borovina         |  | Web závodu      | web Archivováno 19. 9. 2020 na Wayback Machine. |  | Výsledky závodu | https://oris.orientacnisporty.cz/Zavod?id=4915 |

| Zkrácené výsledky             | Zkrácené výsledky       | Zkrácené výsledky            | Zkrácené výsledky       | Zkrácené výsledky       | Zkrácené výsledky | Zkrácené výsledky       | Zkrácené výsledky            | Zkrácené výsledky       | Zkrácené výsledky       |
| Pořadí                        | H21 – muži              | H21 – muži                   | H21 – muži              | H21 – muži              | Pořadí            | D21 – ženy              | D21 – ženy                   | D21 – ženy              | D21 – ženy              |
| ----------------------------- | ----------------------- | ---------------------------- | ----------------------- | ----------------------- | ----------------- | ----------------------- | ---------------------------- | ----------------------- | ----------------------- |
| Zlatá medaile                 | Vojtěch Král            | SK Severka Šumperk           | 34:19                   |                         | Zlatá medaile     | Denisa Kosová           | OK 99 Hradec Králové         | 39:52                   |                         |
| Stříbrná medaile              | Daniel Vandas           | OK 99 Hradec Králové         | 36:41                   | +2:22                   | Stříbrná medaile  | Vendula Horčičková      | OOB TJ Slovan Luhačovice     | 40:34                   | +0:42                   |
| Bronzová medaile              | Miloš Nykodým           | SK Žabovřesky Brno           | 36:44                   | +2:25                   | Bronzová medaile  | Lenka Mechlová          | OK Slavia Hradec Králové     | 40:51                   | +0:59                   |
| 4                             | Daniel Hájek            | SK Žabovřesky Brno           | 37:34                   | +3:15                   | 4                 | Anna Štičková           | SK Severka Šumperk           | 41:13                   | +1:21                   |
| 5                             | Marek Minář             | SK Žabovřesky Brno           | 37:52                   | +3:33                   | 5                 | Adéla Indráková         | SK Žabovřesky Brno           | 41:41                   | +1:49                   |
| 6                             | Jan Petržela            | OK 99 Hradec Králové         | 39:12                   | +4:53                   | 6                 | Karolína Teplá          | OK Slavia Hradec Králové     | 42:24                   | +2:32                   |
| 7                             | Vojtěch Sýkora          | OOB TJ Slovan Luhačovice     | 39:20                   | +5:01                   | 7                 | Petra Landovská         | OK Kamenice                  | 43:06                   | +3:14                   |
| 8                             | Ondřej Hlaváč           | SK Žabovřesky Brno           | 39:26                   | +5:07                   | 8                 | Zdenka Kozáková         | KOS TJ Tesla Brno            | 43:55                   | +4:03                   |
| 9                             | Tomáš Kubelka           | OK Lokomotiva Pardubice      | 39:44                   | +5:25                   | 9                 | Jana Knapová            | OK Lokomotiva Pardubice      | 44:14                   | +4:22                   |
| 10                            | Baptiste Rollier        | OK 99 Hradec Králové         | 40:00                   | +5:41                   | 10                | Iveta Šístková          | OK Lokomotiva Pardubice      | 44:32                   | +4:40                   |
| Pořadí                        | H20 – junioři           | H20 – junioři                | H20 – junioři           | H20 – junioři           | Pořadí            | D20 – juniorky          | D20 – juniorky               | D20 – juniorky          | D20 – juniorky          |
| Zlatá medaile                 | Martin Roudný           | OK Lokomotiva Pardubice      | 29:18                   |                         | Zlatá medaile     | Jana Peterová           | OK Lokomotiva Pardubice      | 35:28                   |                         |
| Stříbrná medaile              | Filip Adámek            | KOS TJ Tesla Brno            | 32:03                   | +2:45                   | Stříbrná medaile  | Tereza Kosová           | OK 99 Hradec Králové         | 37:29                   | +2:01                   |
| Bronzová medaile              | Ondřej Metelka          | OK 99 Hradec Králové         | 32:09                   | +2:51                   | Bronzová medaile  | Kateřina Grycová        | KOS TJ Tesla Brno            | 37:46                   | +2:18                   |
| Pořadí                        | H18 – starší dorostenci | H18 – starší dorostenci      | H18 – starší dorostenci | H18 – starší dorostenci | Pořadí            | D18 – starší dorostenky | D18 – starší dorostenky      | D18 – starší dorostenky | D18 – starší dorostenky |
| Zlatá medaile                 | Lukáš Vitebský          | OOB TJ Tatran Jablonec n. N. | 26:13                   |                         | Zlatá medaile     | Anna Karlová            | OK Jilemnice                 | 24:45                   |                         |
| Stříbrná medaile              | Martin Šimša            | SK Praga                     | 27:02                   | +0:49                   | Stříbrná medaile  | Lucie Semíková          | OK Kamenice                  | 27:17                   | +2:32                   |
| Bronzová medaile              | Jakub Chaloupský        | OK 99 Hradec Králové         | 28:08                   | +1:55                   | Bronzová medaile  | Elin Martanová          | OOB TJ Turnov                | 28:59                   | +4:14                   |
| Pořadí                        | H16 – mladší dorostenci | H16 – mladší dorostenci      | H16 – mladší dorostenci | H16 – mladší dorostenci | Pořadí            | D16 – mladší dorostenky | D16 – mladší dorostenky      | D16 – mladší dorostenky | D16 – mladší dorostenky |
| Zlatá medaile                 | Martin Gajda            | OK Kamenice                  | 26:06                   |                         | Zlatá medaile     | Soňa Pesničáková        | OOB TJ Tatran Jablonec n. N. | 27:53                   |                         |
| Stříbrná medaile              | Hugo Hoetzel            | OOB TJ Turnov                | 27:51                   | +1:45                   | Stříbrná medaile  | Valentina Batani        | SKOB Zlín                    | 28:21                   | +0:28                   |
| Bronzová medaile              | Jakub Račanský          | KOS TJ Tesla Brno            | 27:53                   | +1:47                   | Bronzová medaile  | Kristýna Matyášová      | OK Chrastava                 | 29:18                   | +1:25                   |
| << předchozí • následující >> |                         |                              |                         |                         |                   |                         |                              |                         |                         |

Souhrnné informace naleznete v článku Mistrovství České republiky v orientačním běhu na krátké trati.

## Mistrovství ČR v nočním OB
Mistrovství se z důvodu vládních omezení sportu neuskutečnilo ani v náhradním říjnovém termínu.
<< předchozí • následující >>
Souhrnné informace naleznete v článku Mistrovství České republiky v nočním orientačním běhu.

## Mistrovství ČR klubů a oblastních výběrů
Mistrovství se z důvodu vládních omezení sportu neuskutečnilo ani v náhradním říjnovém termínu.
<< předchozí • následující >>
Souhrnné informace naleznete v článku Mistrovství České republiky v orientačním běhu klubů a oblastních výběrů.